# توماس میگن
توماس میگن (انگلیسی: Thomas Meighan؛ ۹ آوریل ۱۸۷۹ – ۸ ژوئیهٔ ۱۹۳۶) یک هنرپیشه اهل ایالات متحده آمریکا بود.
از فیلم‌ها یا برنامه‌های تلویزیونی که وی در آن نقش داشته است می‌توان به مرد و زن اشاره کرد.